# Solenopsis pergandei
Solenopsis pergandei es una especie de hormiga del género Solenopsis, subfamilia Myrmicinae.
La reina es amarilla y muy grande (4.5mm) en comparación con otras especies del género. Habita lugares arenosos. Se encuentra en el sur de los Estados Unidos.